# Jules Rothschild
Jules Rothschild ( 1838 - 1900 ) fue un naturalista, y botánico francés.
Cónsul prusiano, cidadán francés en 1867, fue editor a cargo de la editorial en la Rue de Buci de París, llamada "Libraire de la Société Botanique de France", a partir de finales de los años 1860 y en la década de 1870 y, posteriormente, bajo su propio nombre hasta 1900. Además suministró especímenes de historia natural, así como de libros, y fue agente de M. J. Landauer de Kassel y Fráncfort, especializada en conchas, minerales y fósiles.
Legión de Honor (1878).

## Algunas publicaciones
- 1878. Musée entomologique illustré: histoire naturelle iconographique des insectes

### Libros
- rudolph Siebeck, jules Rothschild, charles Naudin. 1863. Guide pratique du jardinier paysagiste: album de 24 plans coloriés sur la composition et l'ornementation des jardins d'agrément a l'usage des amateurs, propriétaires et architectes. 48 pp.
- m. auguste Rivière, édouard-françois André, ernest Roze, jules Rothschild. 1867. Les fougères: choix des espèces les plus remarquables pour la décoration des serres, parcs, jardins et salons, précédé de leur histoire botanique & horticole, Volumen 1. Ed. J. Rothschild. 530 pp. En línea
- 1878. Les insectes: organisation, moeurs, chasse, collection, classification; histoire naturelle des Orthoptères, Névroptères, Hyménoptères, Hémiptères, Diptères, Aptères, etc. Con 24 planchas a color y 460 viñetas. Volumen 3 de Musée entomologique illustré histoire naturelle iconographique des insectes. 424 pp.
- jules Rothschild, charles v. Naudin. 1880. Les plantes à feuillage coloré: histoire - description - culture - emploi des expèces les plus remarques pour la décoration des parcs - jardins - serres - appartements, Volumen 1. 4.ª ed. de J. Rothsch.
- 1880. Les papillons de France: histoire naturelle : moeurs, chasse, préparation, collections, &c. 267 pp.
- 1885. Botanique populaire illustrée flore pittoresque de la France: anatomie, physiologie, classification, description des plantes indigènes et cultivées au point de vue de l'agriculture, de l'horticulture et de la sylviculture. 2.ª edición de J. Rothsch. 473 pp.

- La abreviatura «Rothsch.» se emplea para indicar a Jules Rothschild como autoridad en la descripción y clasificación científica de los vegetales.[1]

## Abreviatura (zoología)
La abreviatura Rothschild  se emplea para indicar a Jules Rothschild como autoridad en la descripción y taxonomía en zoología.